# Żusiny (Litwa)
Żusiny (lit. Žąsiniai) – wieś na Litwie, w okręgu uciańskim, w rejonie ignalińskim, w gminie Dukszty.
Inna nazwa miejscowości to Zusinie.

## Historia
W dwudziestoleciu międzywojennym wieś leżała w Polsce, w województwie nowogródzkim (od 1926 w województwie wileńskim), w powiecie brasławskim (od 1926 w powiecie święciańskim), w gminie Dukszty.
Według Powszechnego Spisu Ludności z 1921 roku zamieszkiwało tu 45 osób, wszystkie były wyznania rzymskokatolickiego. Jednocześnie 2 mieszkańców zadeklarowało polską przynależność narodową a 43 litewską. Było tu 7 budynków mieszkalnych. W 1931 zamieszkiwało tu 65 osób w 10 budynkach.
Miejscowość należała do parafii rzymskokatolickiej w Duksztach. Podlegała pod Sąd Grodzki w Święcianach i Okręgowy w Wilnie; właściwy urząd pocztowy mieścił się w Duksztach.